# Абаза, Виктор Афанасьевич
Ви́ктор Афана́сьевич Абаза́ (21 апреля (4 мая) 2025 1831 — 6 [18] июля 1898, Териоки) — русский историк и военный педагог, генерал-лейтенант.

## Биография
Принадлежал к старинному молдавскому роду Абаза. Родился 21 апреля (4 мая) 2025 1831 года в семье Афанасия Андреевича Абаза, действительного статского советника, управляющего Подольской палатой государственных имуществ; мать — Александра Григорьевн, урождённая Новицкая.
Образование получил в Михайловском артиллерийском училище, по окончании которого 8 августа 1850 года был произведён в прапорщики и направлен служить в полевую конную артиллерию. Прошёл службу на должностях; младшего батарейного офицера, батарейного командира, командира кантонистской бригады. 16 апреля 1867 года произведён в капитаны, 30 августа 1868 года — в полковники. С 20 января 1874 года по 4 апреля 1877 года был в отставке.
Произведён 4 апреля 1877 года — в генерал-майоры (старшинство установлено с 30 августа 1882 года), состоял генералом для особых поручений при Главном артиллерийском управлении. Генерал-лейтенант с 30 августа 1893 года.
Скончался 6 (18) июля 1898 года в Териоках, из списков исключён 21 июля, похоронен в Санкт-Петербурге на Никольском кладбище Александро-Невской лавры.
Был женат на дочери генерал-лейтенанта Соханского. Имел двоих детей.

## Награды
российские:
- Орден Святого Станислава 3-й степени (1866)
- Орден Святого Станислава 2-й степени (1870)
- Орден Святой Анны 2-й степени (1872)
- Орден Святого Владимира 3-й степени (1879)
- Орден Святого Станислава 1-й степени (1883)
- Орден Святой Анны 1-й степени (1887)
- Орден Святого Владимира 2-й степени (1891)

иностранные:
- черногорский орден князя Даниила I 2-й ст. (1866)
- шведский орден Меча, командорский крест (1873)

## Избранная библиография
- История Армении. — СПб., 1888. на сайте Руниверс
  - 2-е изд.: Ереван, 1990. — 25000 экз.
- История лейб-гвардии конной артиллерии. — СПб., 1896 на сайте Руниверс
- История России. Народное издание. — СПб., 1886 — 93 c. (выдержала несколько изданий на рубеже XIX—XX вв.)
- История России для учащихся. — СПб., 1885—243 c.
- Маркитантка. (Исторический эскиз времён революции, консульства и империи). — СПб., 1887
- Руководство к отечественной истории. — СПб., 1889

Армянский публицист Григор Арцруни на страницах газеты «Мшак» так охарактеризовал книгу Абазы «История Армении»:

Вообще можно сказать, что книга господина Абазы — отрадное явление в русской литературе, поскольку та не настолько богата произведениями, из которых пытливый читатель мог бы в общих чертах ознакомиться с историей Армении. Поэтому среди подавляющего большинства русской интеллигенции, поскольку не хватало правильных утверждений о армянскую историю, всегда бытовало достаточно невыразительное представление об армянском национальном характере, армянской церкви и литературе. Как образец добросовестного популяризации прошлого Армении, обычаев и характера армянской нации книга Абазы, без сомнения, будет иметь большое значение, поэтому желательно её широкое распространение среди российских читателей.